# ヴァリアブルファイター・マスターファイル
ヴァリアブルファイター・マスターファイル（VARIABLE FIGHTER MASTER FILE）は、SFロボットアニメ「マクロスシリーズ」に登場する可変戦闘機（ヴァリアブルファイター、VF）を題材とするムックシリーズ。GA Graphic編集部製作、ソフトバンククリエイティブ発行。

## 概要

### 内容
マクロス世界において出版された可変戦闘機の歴史・技術研究書という想定のもとに、可変戦闘機の魅力を解析するメカニックマニュアル。航空宇宙・軍事専門書の体裁を用いており、CGや模型で再現した空撮写真、イラスト、三面図、内部図解などのビジュアルも掲載する。現用航空兵器を思わせるファイターモード（戦闘機形態）を主題として扱い、ガウォークモード（中間形態）やバトロイドモード（ロボット形態）に関しても、空中戦における活用術を分析している。
『マクロス ゼロ』にVF-1バルキリーの試作機VF-0フェニックスが登場するように、マクロスシリーズの近作では旧設定が書き換えられることがある。また、テレビ版と劇場版のディティールの違いや、VF-1の股関節構造など、デザイン上の謎とされてきた事例もある。本書はこれらに対応し、独自の解釈やオリジナル要素を交えて整合性のある説明を試みている。

#### おもな項目
- 開発史 - 機体の誕生背景、開発計画、技術革新。
- 構造とシステム - 胴体、主翼（翼平面形）、尾翼、エンジン、降着装置、操縦・管制系統、変形機構。
- バリエーション - 派生型、生産ブロックによる変更点。詳細はVF-1 バルキリー、VF-19 エクスカリバー、VF-25 メサイアを参照。
- 各種兵装 - ガンポッド、対空・対艦ミサイル、反応弾など。それらのハードポイントへの装着例。
- 拡張装備 - FASTパック、アーマードパック、フォールドブースター。
- パイロットスーツ - 耐G性能や生命維持機能、操縦サポート機能。
- 機体表記 - コーションナンバー、モデックス、統合宇宙軍マーク。
- バルキリーの系譜 - 各年代における運用状況。
- エピソード - 特務作戦や性能評価試験。
- VFエクストラファイル - エースパイロットへのインタビュー記事。
- 飛行隊（スコードロン）・特別塗装機 - カラーリング、インシグニア、テールレター、ノーズアート。

### 非公式設定の世界
本書は版権許諾を得た正規出版物であり、可変戦闘機の生みの親である河森正治が監修を務めているが、巻末には「公式設定ではない」と表記されている。河森は「設定なんて楽しむために作るものであって、縛り付けるために作るものじゃない」「制作側で設定を用意しすぎると後で参加する側に楽しみがなくなってしまう」と発言しており、外部参加型の設定考察に対してオープンな姿勢を示している。
企画のルーツとなったのは、『超時空要塞マクロス』放送当時にマクロスアタックチーム (M.A.T) が発行した同人誌『SKY ANGELS』である。航空誌風のVF-1解説記事「マクロスジャーナル」は、マニアックな内容からオフィシャル商品の解説文にも引用された。M.A.T主宰者の千葉昌宏はスタジオぬえ周辺人物であり、のちに『マクロス7』のDr.千葉のモデルとなり、マクロスシリーズの年表や機体スペックの設定制作に協力することになる。千葉は河森らがガンダム系同人誌「Gun Sight」でやっていた文芸設定のポジションがマクロスでは空いていたので、狙い目と思い同人誌で発表したと語っている。
続編『マクロスプラス』のムック『THIS IS ANIMATION SPECIAL マクロスプラス』に掲載された「VARIABLE FIGHTER'S AERO REPORT」では、モデラーの二宮茂幸、草刈健一が可変戦闘機の発展史やオリジナルスコードロンを考案した。両者は『モデルグラフィックス』の一連の「アドバンスド・バルキリー」特集でもバリエーションを拡充しており、これらに準拠した模型商品がハセガワから発売された。また、小太刀右京作の『マクロスF』小説版もスコードロンの設定を引用している。
「ヴァリアブルファイター・マスターファイル」シリーズの編集には千葉・二宮・草刈が参加し、「マクロスジャーナル」以来の路線を継続している。二宮と草刈は『スケールアヴィエーション』にて連動企画「VARIABLE FIGHTER ENCYCROPEDIA」を担当。千葉は『マクロスエース』にて「MACROSS非公式メカ×機MECHATRONICS」を執筆した。
なお、『マクロスΔ』第6話のVF-31 ジークフリードの搭乗シークエンスにおいて、マスターファイル内で設定されている操縦支援AI「エアリアル」を起動するという台詞が使われている。

## シリーズ一覧

### 各機体の専門書
ヴァリアブルファイター・マスターファイル VF-1バルキリー 成層圏の翼
2009年7月発行 ISBN 9784797351828
VF-1バルキリー生産終了から5年後の2020年に、マクロスシティのMBSパブリッシングより刊行されたという設定。1999年の異星人巨大宇宙船（のちのマクロス）墜落から、第一次星間大戦後までの可変戦闘機創成期を概説する。
ヴァリアブルファイター・マスターファイル VF-19エクスカリバー 聖剣の軌跡
2010年6月発行 ISBN 9784797356939
VF-19エクスカリバーの制式採用から9年後の2050年に、マクロスシティのMBSパブリッシングより刊行されたという設定。2037年のスピカ事件から発足したスーパーノヴァ計画と、有人機の限界に挑むYF-19プロジェクトについて触れる。
ヴァリアブルファイター・マスターファイル VF-1バルキリー 宇宙の翼
2010年12月発行 ISBN 9784797356946
「成層圏の翼」刊行から10年後の2030年に、マクロスシティのマクロス放送出版より刊行されたという設定。VF-1本の第二段として、宇宙空間用装備（スーパーバルキリー）や重装甲装備（アーマードバルキリー）、近代化改修（フレイヤバルキリー）について取り上げる。
ヴァリアブルファイター・マスターファイル VF-25メサイア 新たなる救世主
2011年5月発売 ISBN 9784797362084　
『マクロスF』で描かれたバジュラ戦役から6年後の2065年に、マクロス放送出版オリンピア船団支部より刊行されたという設定。宇宙移民船団の自衛のために誕生した新世代機VF-25メサイアを取り上げる。設定は『劇場版 マクロスF』にも対応しており、一部後日談も含まれる。
ヴァリアブルファイター・マスターファイル VF-0フェニックス 始まりの不死鳥
2012年9月20日発売 ISBN 9784797368086
2040年にマクロス放送出版より発売されたという設定。長く幻の機体とされてきたVF-0フェニックスの実体を検証し、『劇場版 マクロスF』の世界観の記事 (マオ・ノーム自伝) などを盛り込んだ構成。また、初の運用母艦となった空母「アスカII」、好敵手となったSV-51や、VF-3000クルセイダーに関しても各々1項目以上の紙幅を割いている。
ヴァリアブルファイター・マスターファイル SDF-1マクロス VF-1航空隊
2014年3月4日発売 ISBN 9784797372731
2047年にMBSパブリッシングより刊行されたという設定。SDF-1 マクロスとそれに搭載されたVF-1 バルキリーの飛行隊について解説。TV版『超時空要塞マクロス』で描かれたマクロスの地球への落下から、復元、冥王星軌道へのフォールド、そこからの地球帰還の航跡を綴っている。既刊ではあまり多く割かれていなかったフォッカー機、一条輝機、柿崎速雄機、マックス機についても解説している。
ヴァリアブルファイター・マスターファイル VF-22シュトゥルムフォーゲルII 不可視の怪鳥
2014年9月19日発売 ISBN 9784797374339
2063年にMBSパブリッシング・エデン支局より発売されたという設定。YF-19/VF-19エクスカリバーとの採用競争に敗れたのち、特殊任務機として歴史の裏側から人類の銀河進出を支えた隠れた傑作機・YF-21/VF‐22シュトゥルムフォーゲルIIの開発史、構造とシステム、運用、その活躍などを綴る。
ヴァリアブルファイター・マスターファイル VF-4ライトニングIII 復活の嚆矢
2016年8月9日発売 ISBN 9784797387667
2067年7月にMBSパブリッシング・エデン支局より発売されたという設定。人類復興期にVF-1に続く量産機として開発され、銀河へ旅立つ移民船団を護衛したVF-4を取り上げる。OVA『超時空要塞マクロス Flash Back 2012』に登場する非可変型 (VF-4A) からゲーム『マクロス デジタルミッションVF-X』に登場する可変型 (VF-4G) への変遷をまとめ、デザインや名称の混在についても再解釈を行っている。
ヴァリアブルファイター・マスターファイル VF-31ジークフリード 竜を狩る騎士
2017年3月17日発売 ISBN 9784797387674
2072年にケイオス出版Galaxy Arms Graphic編集部より発売されたという設定。本書ではVF-31をA型（カイロス）とS型（ジークフリード）に分類し、汎用性の高い量産機と高性能スペシャル機という別系統の計画が合流した結果としている。新統合政府が開発を急いだ背景や、ワルキューレを護るΔ（デルタ）小隊にジークフリードが配備される経緯について描出する。
ヴァリアブルファイター・マスターファイル VF-1バトロイド バルキリー 天翔る巨人
2018年7月20日発売 ISBN 9784797394245
2075年にケイオス出版Galaxy Arms Graphic編集部より発売されたという設定。これまでとは視点を変え、VF-1のバトロイドモードに着目し、人型ロボット兵器という側面から開発経緯や運用方法を解説する。
ヴァリアブルファイター・マスターファイル VF-11サンダーボルト 銀河の稲妻
2019年3月9日発売 ISBN 9784815600303
2066年2月にMBSパブリッシング・エデン支局より発売されたという設定。VFシリーズ随一の大量生産機として、2030年代以降の大規模移民時代を支えたVF-11について語る。YF-14との競争試作（ノヴァ計画）や、マックス・ミリア夫妻が活躍した「統合軍首席補佐官救出作戦」などを含む。
ヴァリアブルファイター・マスターファイル VF-1Sロイ・フォッカー・スペシャル 英雄の光跡
2020年9月3日発売 ISBN 9784815605292
ヴァリアブルファイター・マスターファイル VF-31AXカイロスプラス 機時の神翼
2023年1月6日発売 ISBN 9784815610029
2085年7月、ケイオス出版Galaxy Arms Graphic編集部より発売されたという設定。『劇場版マクロスΔ 絶対LIVE!!!!!!』に登場する本機はジークフリードとカイロスのミックスビルドと説明されているが、本書ではVF-31S型の改修案として「VF-31X」が存在し、大破したΔ小隊のジークフリードにVF-31Xへの改装キットが適用されたと解説している。また、反乱勢力ヘイムダルが使用した無人可変戦闘機Sv-303ヴィヴァスヴァットの素性についても明かす。
なお、書中の架空設定では、これらの他に VF-4ライトニングIII、VF-3000 クルセイダー、VF-5000スターミラージュを題材とした「ヴァリアブルファイター・マスターファイル 希望の翼」が刊行されている。

### スピンオフ
ヴァリアブルファイター・マスターファイル VFモデリングマニュアル
2013年2月28日発売 ISBN 9784797368093
航空模型誌『スケールアヴィエーション』責任編集によるモデリングマニュアル。同誌に連載された「VARIABLE FIGHTER ENCYCROPEDIA」にて設定されたVFスコードロンを増補した上で収録。また、それらの記事で使用された模型作例の製作方法を紹介する。
ヴァリアブルファイター・エピソードアーカイブス Vol.1
2015年3月26日発売 ISBN 9784797382471
「ヴァリアブルファイター・マスターファイル VF-19 エクスカリバー」で独自に起こされた設定の一つにVF-19の支援AI「ARIEL（エアリアル）」がある。その開発初期にYF-19-3号機に仮想人格AIを搭載し、パイロットと会話をしながら育成が進められたことが後年判明したという設定の下、開発関係者への取材によって判明した事実をもとに、著者Michael Cheeverが創作や脚色を加えて作り上げたフィクション小説という体裁を採っている。「YF-19/ARIEL 2039」と「鳥の帰還 2064」の2部構成。
マクロス ヴァリアブルファイター デザイナーズノート
2017年11月8日発売 ISBN 9784797393699
シリーズ各刊（128頁）の倍以上のボリューム（272頁）をもつデザイン画集。『超時空要塞マクロス』から『マクロスΔ』にいたるまでのアニメ作品（と一部ゲーム作品）に登場した可変戦闘機の設定画や準備稿を多数収録している。
マクロス 河森正治 デザイナーズノート
2020年12月8日発売 ISBN 9784797397185
河森の40年に渡る創作活動の中から、可変戦闘機シリーズの決定稿に至るまでのアイデアスケッチやラフデザインなど1300点におよぶ準備稿を624頁という大ボリュームにおさめた画集。

## 関連商品
『THIS IS ANIMATION SPECIAL マクロスプラス』『モデルグラフィックス』「ヴァリアブルファイター・マスターファイル」に掲載された図版を元にしたバリエーション商品。ハセガワのマクロスシリーズ模型にオリジナルデカールをつけて限定発売された。
- 1/72 VF-1S ストライクバトロイドバルキリー ミンメイガード
- 1/72 VF-1J スーパー/ストライクバルキリー SVF-41ブラックエイセス
- 1/72 VF-22S SVF-124ムーンシューターズ
- 1/72 VF-0C VMFAT-203ホークス
- 1/72 YF-19 デモンストレーター
- 1/72 VF-1A バルキリー VF-2ソニックバーズ
- 1/72 VF-1A バルキリー 生産5000機記念塗装機
- 1/72 VF-1A バルキリー"ロールアウト001"
- 1/48 VF-19A SVF-569ライトニングス
- 1/72 VE-11 サンダーシーカー "SVAW-121 ナイトストーカーズ"
- 1/72 VF-11D サンダーボルト "テストパイロットスクール"
- 1/72 VF-11D サンダーボルト "SVT-27 ブルーテイルズ"
- 1/72 VF-19A "SVF-569 ライトニングス" w/ハイマニューバミサイル
- 1/72 VF-19A "SVF-440 デュラハンズ" w/ファストパック & ハイマニューバミサイル
- 1/72 VF-1A アーマードバルキリー "ブルズアイ作戦 Part1"
- 1/48 VF-1A バルキリー "生産5000機記念塗装機"
- 1/72 VF-1J アーマードバルキリー "ブルズアイ作戦 Part2"